# Pueblo mixteco
El pueblo mixteco es una comunidad originaria de México, que ha habitado históricamente la región de La Mixteca, una zona montañosa ubicada entre los actuales estados de Guerrero, Oaxaca y Puebla.  De acuerdo con el número de individuos, representan la cuarta población autóctona más grande del país.
La historia del pueblo mixteco abarca varios siglos desde los inicios de Mesoamérica, cuando se inició el proceso de sedentarización en la región gracias al desarrollo de la agricultura. Durante el Preclásico Medio (ss. XIII-II a. C.) surgieron en La Mixteca algunas aldeas como Monte Negro y Yucuita que marcaron el inicio de una revolución urbana. Con la influencia teotihuacana y zapoteca se desarrolló en el clásico el estilo ñuiñe de la Mixteca Baja, con Cerro de las Minas como el principal centro político y cultural de la región. El gran florecimiento de los mixtecos en la época precolombina ocurrió en el Posclásico, cuando se alcanzó un elevado refinamiento artístico y cultural. 
La Conquista española dio lugar a un proceso de occidentalización de la cultura nativa. A cambio del sometimiento a la autoridad de la Corona, a los señores mixtecos se les permitió conservar algunos privilegios. Las poblaciones mixtecas fueron cristianizadas, principalmente por la labor de los dominicos. Algunas localidades desaparecieron o fueron reubicadas como consecuencia de las reducciones. 
Debido a varios factores, entre los que destaca la pobreza, una parte importante de los mixtecos vive fuera de sus comunidades de origen. La diáspora mixteca se ha dirigido principalmente hacia las ciudades más importantes del centro y sureste de México. A partir del último cuarto del siglo XX, los destinos de la migración se han ampliado. Los estados de Baja California, Sonora y Sinaloa reciben una parte importante de este desplazamiento demográfico, pues los campesinos mixtecos buscan en esos lugares incorporarse como trabajadores agrícolas. Estados Unidos y Canadá reciben también un número importante de mixtecos, incluso hay generaciones de este pueblo nacidas en territorio estadounidense.
La identidad de los mixtecos es principalmente comunitaria, pues su territorio histórico ha sido atomizado por la penetración cultural mestiza, creando islas de población mixteca que en ocasiones no tienen relaciones constantes entre ellas. Se ha observado que la conciencia de pertenencia étnica se ha fortalecido precisamente como consecuencia de la diáspora. Uno de los criterios para definir a este pueblo es la lengua, paradójicamente tan variable que algunas de sus variedades no son inteligibles entre sí y pueden considerarse idiomas distintos.

## Identidad

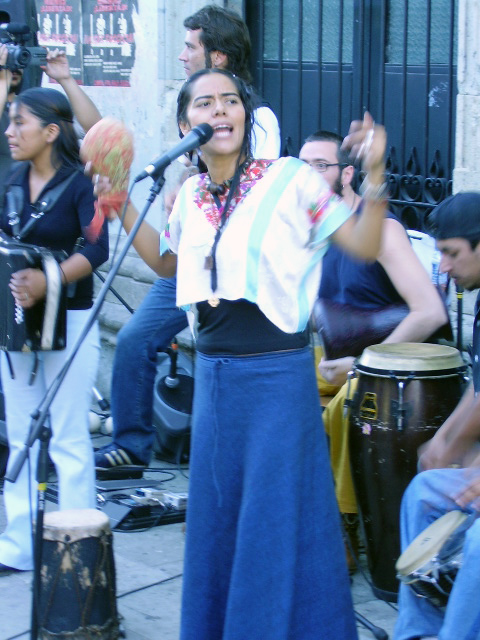
Lila Downs, cantante mexicana muy destacada de origen mixteco.

El pueblo mixteco no constituye una unidad. Algunos antropólogos sostienen que su identidad básica es la comunidad, lo que permite comprender las rivalidades que existen entre varias localidades habitadas por mixtecos. La migración ha fortalecido su sentido de pertenencia a un mismo pueblo. Las lenguas mixtecas también son muy diversas. En los censos mexicanos se suele hacer poca distinción de las variedades lingüísticas denominadas "mixteco" por sus hablantes, mismas que son en muchas ocasiones mutuamente ininteligibles. Este proceso de diversificación lingüística tiene sus raíces en la época prehispánica, pues se encuentra registrado en los testimonios provenientes de los primeros años de la dominación española. Precisamente por esta diversificación, los nombres que se dan a sí mismos en su lengua son numerosos. La forma más conocida es ñuu savi, que se traduce como "el pueblo de la lluvia". Con igual significado, también se emplean las formas ñuu dau, ñuu davi, ñuu dahui, ñuu sau y otras.

## Demografía
Distribución de la población en el territorio mexicano:
- Oaxaca (303 097)
- Guerrero (122 743)
- Baja California (12 269)
- Puebla (8496)
- Sinaloa (8409)
- Veracruz (1580)
- Baja California Sur (1259)
- Sonora (442)
- Morelos (90)
- Estado de México (84)
- Distrito Federal (19)
- Hidalgo (11)

## Historia

### Historia prehispánica
La historia del pueblo mixteco se prolonga por varios milenios. Los testimonios más antiguos de su desarrollo cultural se han fechado alrededor del año 1500 a. C., cuando florecieron las aldeas agrícolas de Yucuita y Monte Negro en la Mixteca Alta. Posteriormente florecieron los centros de la Mixteca Baja como Cerro de las Minas, contemporáneos de Teotihuacán y Monte Albán. Durante el Posclásico la cultura mixteca alcanzó su mayor apogeo bajo el reinado del señor Ocho Venado-Garra de Jaguar. En ese periodo Achiutla fue el centro espiritual de los mixtecas. Posteriormente, los mexicas conquistaron varios señoríos mixtecos de la Mixteca Alta y Baja, aunque Yucudzáa (Tututepec) pudo conservar su independencia.

### Época virreinal
La Conquista española de La Mixteca se realizó con poca violencia, pues muchos señoríos la aceptaron sin resistencia. Durante el virreinato, La Mixteca fue una región floreciente cuyo principal producto era la grana cochinilla. Como privilegio por haber aceptado a la Corona española, varios señores mixtecos mantuvieron sus cacicazgos con reconocimiento de las autoridades. Las comunidades indígenas también obtuvieron títulos de propiedad sobre los bienes comunales, aunque los conflictos por la tierra entre pueblos o entre indígenas y otros terratenientes fueron frecuentes.

### Época contemporánea
Durante la Guerra de Independencia, algunas regiones de La Mixteca se unieron al movimiento independentista, especialmente la Mixteca Baja, donde Valerio Trujano levantó a los pobladores del lugar durante la campaña de José María Morelos. La Independencia no implicó un cambio sustancial en las condiciones de vida de los mixtecos, sólo hasta la segunda mitad del siglo XIX varias comunidades se vieron afectadas por la supresión de la propiedad comunal, que sería restituida después de la Revolución de 1910, que derrocó la dictadura de Porfirio Díaz, de ascendencia mixteca. Durante esa guerra civil, en la Mixteca Poblana operaron los zapatistas. A lo largo del siglo XX, las condiciones de vida en La Mixteca se fueron deteriorando, y los mixtecos comenzaron a desplazarse hacia las zonas urbanas y luego hacia Estados Unidos.

## Lenguas

Hablantes de lenguas mixtecas en México por entidad federativa (2000).

Uno de los criterios que se han empleado para definir quiénes son los mixtecos es el lingüístico, de modo que los hablantes de las lenguas mixtecas constituyen un conjunto importante de la población mixteca. Lo que generalmente se denomina idioma mixteco en realidad es una macrolengua cuyas variedades tienen un índice de inteligibilidad mutua muy divergente. Esta característica de las hablas mixtecas ha generado diversas posturas entre los especialistas, pues mientras para unos se trata de dialectos, para otros constituyen lenguas distintas entre sí. 
Las lenguas mixtecas forman parte del grupo mixtecano de la familia lingüística otomangueana. Las lenguas más cercanamente emparentadas con las hablas mixtecas son el idioma cuicateco, las lenguas triquis y el amuzgo. Todos estos idiomas y sus antecesores han sido habladas históricamente en La Mixteca por una antigüedad que se remonta varios milenios atrás. De acuerdo con datos glotocronológicos, la protolengua otomangue existía alrededor del año 4400 a. C. Se piensa que el urheimat de los portadores de esa lengua es el valle de Tehuacán. La diversificación de la familia otomangueana está asociada a la expansión de la agricultura en Mesoamérica y una de las primeras ramas en separarse de ella fue la mixtecana. Cuando los españoles llegaron a La Mixteca, esta región ya era un mosaico lingüístico. Algunos de los frailes evangelizadores dejaron testimonio de las particularidades lingüísticas de los distintos ñuu y las dificultades que los nativos tenían en algunas ocasiones para comprenderse. 
El número de variedades de habla mixteca varía de acuerdo con la fuente. En una clasificación muy laxa, las variedades se agrupan en mixteco alto, mixteco bajo y mixteco de La Costa, que corresponden más bien a las áreas geográficas y no a una realidad lingüística. El Ethnologue del Instituto Lingüístico de Verano dice que existen 52 lenguas mixtecas.